# Leszek Domański
Leszek Andrzej Domański (ur. 9 lutego 1964 w Krakowie) – polski profesor nauk medycznych w zakresie nefrologii, nauczyciel akademicki, rektor Pomorskiego Uniwersytetu Medycznego w Szczecinie od 2024

## Życiorys
Leszek Domański urodził się w rodzinie Wiesława i Eugenii. Studia medyczne ukończył na Uniwersytecie w Rostocku. Od 1991 jest pracownikiem Kliniki Chorób Wewnętrznych, Nefrologii i Transplantologii (wcześniej Kliniki Chorób Wewnętrznych) Pomorskiego Uniwersytetu Medycznego w Szczecinie. W 1997 na Wydziale Lekarskim tej uczelni otrzymał stopień doktora nauk medycznych w zakresie chorób wewnętrznych po obronie pracy doktorskiej Stężenie kortyzolu we krwi i reakcje wolnorodnikowe u osób z ostrą niewydolnością wieńcową i świeżym zawałem serca (promotor prof. Eugeniusz Szmatłoch). Uzyskał kolejno specjalizacje: w 1999 –  II° z chorób wewnętrznych, w 2002 – z nefrologii, a w 2005 – z transplantologii klinicznej. Od 2020 jest lekarzem medycyny sportowej. W 2007 został doktorem habilitowanym nauk medycznych w zakresie nefrologii i transplantologii klinicznej na podstawie dorobku naukowego i monografii Ocena uszkodzenia niedokrwienno-reperfuzyjnego w przeszczepionej nerce na podstawie wybranych wskaźników metabolizmu puryn i aktywności układu antyoksydacyjnego. W 2011 nadano mu tytuł profesora nauk medycznych.
Profesor Leszek Domański w 2013 przyczynił się do stworzenia na Pomorskim Uniwersytecie Medycznym unikatowego na skalę europejską programu nauczania medycyny ASKLEPIOS, opartego o współpracę z niemieckimi szpitalami w Schwedt, Pasewalku i Brandenburgu.
Pełnił funkcję dziekana Wydziału Lekarskiego z Oddziałem Nauczania w Języku Angielskim (2012-2016), Wydziału Medycyny i Stomatologii (2016-2020) i 2020-2021), prorektora ds. klinicznych PUM (2021- 2024), a w 2024 został wybrany na stanowisko rektora Pomorskiego Uniwersytetu Medycznego w Szczecinie na kadencję 2024-2028.

## Wybrane publikacje
- Ocena uszkodzenia niedokrwienno-reperfuzyjnego w przeszczepionej nerce na podstawie wybranych wskaźników metabolizmu puryn i aktywności układu antyoksydacyjnego. Rocz. PAM Szczecin 2007 (rozprawa habilitacyjna)[4]
- Gamma-Glutamyl transpeptidase as the marker of kidney graft function. „Adv. Clin. Exp. Med.” 2014, 23, 6, 947–952[7]
- Il2-Il21 gene cluster polymorphism is not associated with allograft function after kidney transplantation. „Int. Urol. Nephrol.” 2014, 46, s.2415–2420[8]
- Zasady zapobiegania przeniesieniu nowotworu złośliwego od dawcy do biorcy przeszczepu i oznaczanie markerów nowotworowych przy kwalifikacji dawców narządów : stanowisko Grupy Roboczej Polskiego Towarzystwa Transplantacyjnego (GR PTT). „Forum Nefrol.” 2016, 9(1), s.36-53[9]
- Intrapatient variability (IPV) and the blood concentration normalized by the dose (C/D Ratio) of tacrolimus-their correlations and effects on long-term renal allograft function. „Biomedicines” 2022, 10(11), 2860[10]
- Zasady zapobiegania przeniesieniu nowotworu złośliwego od dawcy do biorcy przeszczepu. Oznaczanie markerów nowotworowych przy kwalifikacji dawców narządów : stanowisko Grupy Roboczej Polskiego Towarzystwa Transplantacyjnego. Wyd. III akt. „Forum Nefrol.” 2023, 3(4), s.155-191[11]
- Osteoprotegerin and inflammation in incident peritoneal dialysis patients. „J. Clin. Med.” 2024, 13(8), 2345[12]

## Odznaczenia
- Medal Komisji Edukacji Narodowej za szczególne zasługi dla oświaty i wychowania (2009)
- odznaka honorowa „Za zasługi dla ochrony zdrowia” (2019)